# Japoden

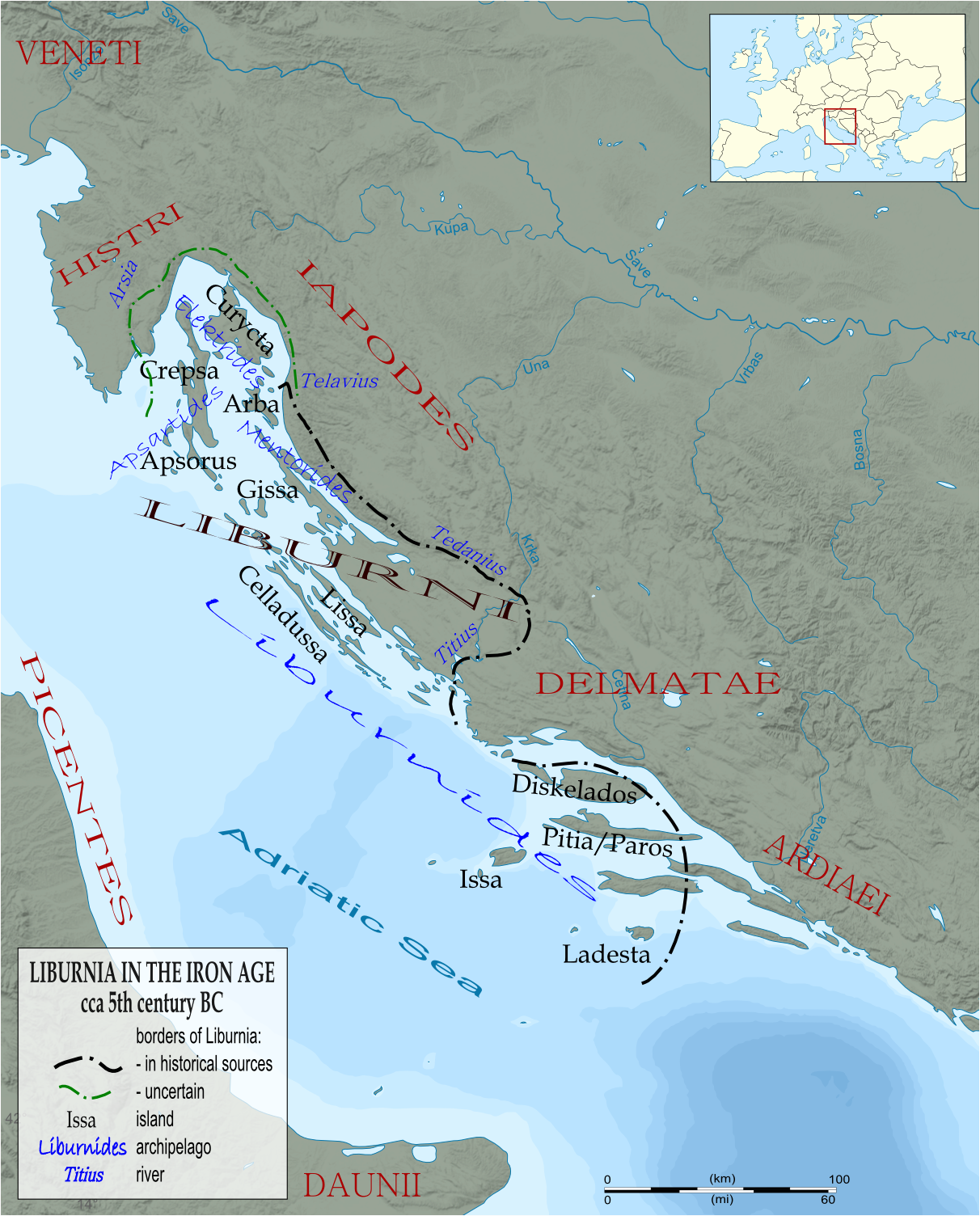
Ungefähres Siedlungsgebiet der Japoden im 5. Jahrhundert v. Chr., nordöstlich von Liburnien

Die Japoden, auch Iapoden, Iapyden (lateinisch Iapodes, Iapydes; altgriechisch Ἰάποδες) waren ein keltischer Stamm, dessen Siedlungsgebiet vom Ocra-Gebirge (Gebiet um Nanos und Birnbaumer Wald) im Karst an der oberen Save und nordöstlich von Istrien bis ins Tal der Una reichte. Nachbarn der Japoden waren im Norden die Noriker, denen sie manchmal als Klientenstamm zugezählt werden, im Südwesten die Liburner und Histrier sowie im Osten die Taurisker.
Einer ihrer Hauptorte war Arupium, das heutige Prozor in der Gemeinde Otočac. Weitere bedeutende Orte der Japoden waren Metulum (heute Viničica in der Gemeinde Josipdol), Raetinium (heute Bihać), Avendo (heute Crkvina in der Gemeinde Otočac) und Monetium (heute Brinje).

## Geschichte
Es ist nicht gesichert, ob die Japoden rein keltischen Ursprungs oder mit der venetischen und illyrischen Bevölkerung vermischt waren, jedenfalls sind sie weitgehend keltisiert gewesen. Strabon nennt sie keltisierte Illyrer. Der Name „Iapodes“ ist offenbar nicht keltischen Ursprungs.
Die Japoden verehrten einen Quellgott Bindus, dem ein Tempel unweit von Bihać geweiht war.
Im Jahr 171 v. Chr. überfielen und verwüsteten die Japoden Aquileia. In der folgenden Zeit waren sie Gegner der Römer in einigen Schlachten, beispielsweise gegen Decimus Iunius Brutus Callaicus (Konsul 138 v. Chr.), Gaius Sempronius Tuditanus (Konsul 129 v. Chr.) und zu Gaius Iulius Caesars Zeit gegen die Legio XV. Im Jahre 34 v. Chr. schlossen sie schließlich mit dem späteren Kaiser Augustus Frieden und erhielten für ihr Gebiet eine Teilautonomie. Es wurde eine civitas der Japoden eingerichtet, die von einem wohl einheimischen, aber von der Regierung ausgewählten Vorsteher (praepositus) verwaltet wurde und erwiesenermaßen mindestens bis zur ersten Hälfte des 2. Jahrhunderts n. Chr. existierte.